# 新KS鋼
新KS鋼（しんKSこう、NewKS steel）は、コバルト・アルミニウム・ニッケル・銅・チタンを含む鉄の合金、磁石鋼。

## 概要
1934年（昭和9年）、東北帝国大学の本多光太郎によってMK鋼を改良して開発された。最初のKS鋼の4倍近い保磁力を有し、これにより1931年（昭和6年）に東京帝国大学の三島徳七によって開発されたMK鋼（KS鋼の2倍の保磁力を有する）から世界一の保磁力の座を奪還した。
1958年（昭和33年）にブリュッセルで開催されたブリュッセル万国博覧会では新KS鋼による永久磁石を使用した電子顕微鏡が表彰された。

## 製法
上述の成分の合金を鋳造後に焼きなましを施す。